# 111 (Tiziano Ferro)
111 è il secondo album in studio del cantautore italiano Tiziano Ferro, pubblicato il 7 novembre 2003.
L'album ha venduto oltre un milione di copie in tutto il mondo. La produzione artistica ed esecutiva è di Alberto Salerno e Mara Maionchi per la Nisa s.r.l.

## Descrizione
L'album, il cui titolo indica il peso raggiunto dal cantautore durante l'adolescenza, è anticipato dal singolo Xverso. Sere nere è il brano che segna la carriera dell'artista e viene utilizzato nella colonna sonora del film Tre metri sopra il cielo di Luca Lucini. Non me lo so spiegare è una delle canzoni-simbolo di Ferro e viene riproposta due anni dopo in duetto con Laura Pausini all'interno del suo album Io canto. Il brano Ti voglio bene parla di un'amicizia ormai giunta al termine.
Il 7 novembre 2023, in occasione del ventesimo anniversario dell'album, Carosello Records ne pubblica un'edizione celebrativa in due dischi (111 e 111 ciento once), contenenti i brani in versione rimasterizzata.

## Promozione
Anticipato dal primo singolo Xverso, 111 è stato pubblicato il 7 novembre 2003 ed è stato seguito tre giorni più tardi dalla corrispettiva versione in lingua spagnola 111 ciento once. In seguito si è svolto il 111% Tour 2004/05.
Il 29 luglio 2016 la Carosello Records ha ripubblicato l'album in formato CD, mentre il 23 settembre dello stesso anno per la prima volta anche in formato LP.

## Tracce
Testi e musiche di Tiziano Ferro.

### 111
1. Centoundici – 4:20
2. Xverso – 3:54
3. Sere nere – 4:25
4. Ti voglio bene – 4:48
5. In bagno in aeroporto – 2:49
6. Non me lo so spiegare – 4:00
7. Mia nonna – 3:32
8. 10 piegamenti! – 2:50
9. Temple Bar – 4:07
10. Giugno '84 – 3:13
11. Eri come l'oro ora sei come loro – 3:52
12. Chi non ha talento insegna – 4:45
13. 13 anni – 3:30 – a seguire, dopo un periodo di silenzio, una traccia fantasma con degli scherzi telefonici

Traccia bonus nell'edizione francese
1. Un pour toi, un pour moi (Xverso Italian/French Version) – 3:54

Tracce bonus nell'edizione brasiliana
1. Xdono (Italian Version) – 3:59
2. Imbranato (Italian Version) – 5:01
3. Sere nere-Tarde negra (Italian/Portuguese Version con Liah) – 4:25

### 111 ciento once
Spagna e America Latina
1. Ciento once – 4:20
2. Perverso – 3:54
3. Tardes negras – 4:27
4. Ti voglio bene (desde mañana no lo sé) – 4:29
5. En el baño al aeropuerto – 2:49
6. No me lo puedo explicar – 4:00
7. Mi abuela – 3:32
8. 10 piegamenti! – 2:50
9. Temple Bar – 4:07
10. Giugno '84 – 3:13
11. Eri come l'oro ora sei come loro – 3:52
12. Quien no tiene talento enseña – 4:45
13. 13 años – 3:24

Contenuti aggiuntivi
- CD (America Latina)

1. Perdona (Bonus Track) – 3:59
2. Alucinado (Bonus Track) – 5:01
3. Universal Prayer (con Jamelia) – 4:07 – presente solo nell'edizione CD+DVD argentina

- DVD (Argentina, Messico)

1. Documental de Rojo relativo
2. Documental de Ciento once
3. Tardes negras (Video)
4. Sere nere (Video)
5. Imbranato (Video)
6. Fotografías exclusivas

## Formazione
- Tiziano Ferro – voce
- Davide Tagliapietra – chitarra acustica ed elettrica
- Claudio Guidetti – chitarra baritona, slide guitar e mandolino
- Christian "Noochie" Rigano – tastiera, pianoforte, Fender Rhodes e sintetizzatore
- Marco Micheli – basso e contrabbasso
- Pino Saracini – basso
- Michele Canova Iorfida – tastiera e basso
- Andrea Fontana – batteria
- Leonardo Di Angilla – percussioni
- Paolo Brunello – violoncello
- Michael Rosen – sassofono
- Dado Moroni – pianoforte e arrangiamento (traccia 9)

## Classifiche

### Classifiche settimanali
| Classifica (2003) | Posizione massima |
| ----------------- | ----------------- |
| Belgio (Vallonia) | 48                |
| Germania          | 61                |
| Italia            | 1                 |
| Messico           | 1                 |
| Repubblica Ceca   | 46                |
| Spagna            | 38                |
| Svizzera          | 7                 |

### Classifiche di fine anno
| Classifica (2003) | Posizione |
| ----------------- | --------- |
| Italia            | 26        |
| Svizzera          | 76        |
| Classifica (2004) | Posizione |
| Italia            | 6         |
| Svizzera          | 75        |
| Classifica (2005) | Posizione |
| Messico           | 90        |